# Tour de Valonia 2020
La 47.ª edición del Tour de Valonia fue una carrera de ciclismo en ruta por etapas que se celebró entre el 16 y el 19 de agosto de 2020, con inicio en la ciudad de Soignies y final la ciudad de Érezée sobre un recorrido de 750,7 kilómetros.
La carrera formó parte del UCI ProSeries 2020, calendario ciclístico mundial de segunda división, dentro de la categoría UCI 2.Pro y fue ganada por el francés Arnaud Démare del Groupama-FDJ. Completaron el podio, como segundo y tercer clasificado respectivamente, los belgas Greg Van Avermaet del CCC y Amaury Capiot del Sport Vlaanderen-Baloise.

## Equipos participantes
Tomaron parte en la carrera 22 equipos: 9 de categoría UCI WorldTeam, 9 de categoría UCI ProTeam y 4 de categoría Continental. Formaron así un pelotón de 153 ciclistas de los que acabaron 123. Los equipos participantes fueron:
| WorldTeams (9)- AG2R La Mondiale - Bahrain McLaren - CCC Team - Deceuninck-Quick Step - Groupama-FDJ - Israel Start-Up Nation - Lotto Soudal - NTT Pro Cycling - Ineos ProTeams (9)- Circus-Wanty Gobert - B&B Hotels-Vital Concept p/b KTM - Alpecin-Fenix - Burgos-BH - Bingoal-Wallonie Bruxelles - Riwal Readynez - Sport Vlaanderen-Baloise - Arkéa-Samsic - Total Direct Énergie Equipos continentales (4)- Hagens Berman Axeon - Pauwels Sauzen-Bingoal - Tarteletto-Isorex - Telenet Baloise Lions |
| |

## Recorrido
El Tour de Valonia dispuso de cuatro etapas para un recorrido total de 750,7 kilómetros.
| Etapa     | Fecha     | Recorrido                      | type            | Distancia (km) | Ganador       | Líder         |
| --------- | --------- | ------------------------------ | --------------- | -------------- | ------------- | ------------- |
| 1.ª etapa | 16 de ago | Soignies – Templeuve-en-Pévèle | etapa llana     | 187            | Caleb Ewan    | Caleb Ewan    |
| 2.ª etapa | 17 de ago | Frasnes-lez-Anvaing – Wavre    | etapa llana     | 172,3          | Arnaud Démare | Caleb Ewan    |
| 3.ª etapa | 18 de ago | Montzen – Visé                 | etapa escarpada | 192            | Sam Bennett   | Arnaud Démare |
| 4.ª etapa | 19 de ago | Blegny – Érezée                | etapa escarpada | 199,4          | Arnaud Démare | Arnaud Démare |

### 1.ª etapa
| Soignies - Templeuve-en-Pévèle | etapa llana | (187 km) |

| \| Clasificación de la etapa \| Clasificación de la etapa \| Clasificación de la etapa \| Clasificación de la etapa \| Clasificación de la etapa \| \| Ciclista \| Ciclista \| Equipo \| Tiempo \| \| \| ------------------------- \| ------------------------- \| ------------------------- \| ------------------------- \| ------------------------- \| \| 1.º \| Caleb Ewan \| Lotto-Soudal \| 4 h 17 min 20 s \| \| \| 2.º \| Sam Bennett \| Deceuninck-Quick Step \| + 0 s \| \| \| 3.º \| Tim Merlier \| Alpecin-Fenix \| + 0 s \| \| \| 4.º \| Arvid de Kleijn \| Riwal Readynez \| + 0 s \| \| \| 5.º \| Nacer Bouhanni \| Arkéa-Samsic \| + 0 s \| \| \| 6.º \| Itamar Einhorn \| Israel Start-Up Nation \| + 0 s \| \| \| 7.º \| Arnaud Démare \| Groupama-FDJ \| + 0 s \| \| \| 8.º \| Manuel Peñalver \| Burgos-BH \| + 0 s \| \| \| 9.º \| Silvan Dillier \| AG2R La Mondiale \| + 0 s \| \| \| 10.º \| Clément Venturini \| AG2R La Mondiale \| + 0 s \| \| |                   |                        |                 |
| |                   |                        |                 |
| Fuente: ProCyclingStats |                   |                        |                 |
| Clasificación de la etapa |                   |                        |                 |
| Ciclista | Ciclista          | Equipo                 | Tiempo          |
| 1.º | Caleb Ewan        | Lotto-Soudal           | 4 h 17 min 20 s |
| 2.º | Sam Bennett       | Deceuninck-Quick Step  | + 0 s           |
| 3.º | Tim Merlier       | Alpecin-Fenix          | + 0 s           |
| 4.º | Arvid de Kleijn   | Riwal Readynez         | + 0 s           |
| 5.º | Nacer Bouhanni    | Arkéa-Samsic           | + 0 s           |
| 6.º | Itamar Einhorn    | Israel Start-Up Nation | + 0 s           |
| 7.º | Arnaud Démare     | Groupama-FDJ           | + 0 s           |
| 8.º | Manuel Peñalver   | Burgos-BH              | + 0 s           |
| 9.º | Silvan Dillier    | AG2R La Mondiale       | + 0 s           |
| 10.º | Clément Venturini | AG2R La Mondiale       | + 0 s           |

| \| Clasificación general \| Clasificación general \| Clasificación general \| Clasificación general \| Clasificación general \| \| Ciclista \| Ciclista \| Equipo \| Tiempo \| \| \| --------------------- \| --------------------- \| ---------------------- \| --------------------- \| --------------------- \| \| 1.º \| Caleb Ewan \| Lotto-Soudal \| 4 h 17 min 20 s \| \| \| 2.º \| Sam Bennett \| Deceuninck-Quick Step \| + 2 s \| \| \| 3.º \| Tim Merlier \| Alpecin-Fenix \| + 3 s \| \| \| 4.º \| Arvid de Kleijn \| Riwal Readynez \| + 4 s \| \| \| 5.º \| Nacer Bouhanni \| Arkéa-Samsic \| + 6 s \| \| \| 6.º \| Itamar Einhorn \| Israel Start-Up Nation \| + 10 s \| \| \| 7.º \| Arnaud Démare \| Groupama-FDJ \| + 10 s \| \| \| 8.º \| Manuel Peñalver \| Burgos-BH \| + 10 s \| \| \| 9.º \| Silvan Dillier \| AG2R La Mondiale \| + 10 s \| \| \| 10.º \| Clément Venturini \| AG2R La Mondiale \| + 10 s \| \| |                   |                        |                 |
| |                   |                        |                 |
| Fuente: ProCyclingStats |                   |                        |                 |
| Clasificación general |                   |                        |                 |
| Ciclista | Ciclista          | Equipo                 | Tiempo          |
| 1.º | Caleb Ewan        | Lotto-Soudal           | 4 h 17 min 20 s |
| 2.º | Sam Bennett       | Deceuninck-Quick Step  | + 2 s           |
| 3.º | Tim Merlier       | Alpecin-Fenix          | + 3 s           |
| 4.º | Arvid de Kleijn   | Riwal Readynez         | + 4 s           |
| 5.º | Nacer Bouhanni    | Arkéa-Samsic           | + 6 s           |
| 6.º | Itamar Einhorn    | Israel Start-Up Nation | + 10 s          |
| 7.º | Arnaud Démare     | Groupama-FDJ           | + 10 s          |
| 8.º | Manuel Peñalver   | Burgos-BH              | + 10 s          |
| 9.º | Silvan Dillier    | AG2R La Mondiale       | + 10 s          |
| 10.º | Clément Venturini | AG2R La Mondiale       | + 10 s          |

### 2.ª etapa
| Frasnes-lez-Anvaing - Wavre | etapa llana | (172,3 km) |

| \| Clasificación de la etapa \| Clasificación de la etapa \| Clasificación de la etapa \| Clasificación de la etapa \| Clasificación de la etapa \| \| Ciclista \| Ciclista \| Equipo \| Tiempo \| \| \| ------------------------- \| ------------------------- \| -------------------------- \| ------------------------- \| ------------------------- \| \| 1.º \| Arnaud Démare \| Groupama-FDJ \| 3 h 57 min 59 s \| \| \| 2.º \| Caleb Ewan \| Lotto-Soudal \| + 0 s \| \| \| 3.º \| Daniel McLay \| Arkéa-Samsic \| + 0 s \| \| \| 4.º \| Nacer Bouhanni \| Arkéa-Samsic \| + 0 s \| \| \| 5.º \| Florian Sénéchal \| Deceuninck-Quick Step \| + 0 s \| \| \| 6.º \| Arvid de Kleijn \| Riwal Readynez \| + 0 s \| \| \| 7.º \| Giacomo Nizzolo \| NTT Pro Cycling \| + 0 s \| \| \| 8.º \| Dries Van Gestel \| Total Direct Énergie \| + 0 s \| \| \| 9.º \| Lionel Taminiaux \| Bingoal-Wallonie Bruxelles \| + 0 s \| \| \| 10.º \| Edward Planckaert \| Sport Vlaanderen-Baloise \| + 0 s \| \| |                   |                            |                 |
| |                   |                            |                 |
| Fuente: ProCyclingStats |                   |                            |                 |
| Clasificación de la etapa |                   |                            |                 |
| Ciclista | Ciclista          | Equipo                     | Tiempo          |
| 1.º | Arnaud Démare     | Groupama-FDJ               | 3 h 57 min 59 s |
| 2.º | Caleb Ewan        | Lotto-Soudal               | + 0 s           |
| 3.º | Daniel McLay      | Arkéa-Samsic               | + 0 s           |
| 4.º | Nacer Bouhanni    | Arkéa-Samsic               | + 0 s           |
| 5.º | Florian Sénéchal  | Deceuninck-Quick Step      | + 0 s           |
| 6.º | Arvid de Kleijn   | Riwal Readynez             | + 0 s           |
| 7.º | Giacomo Nizzolo   | NTT Pro Cycling            | + 0 s           |
| 8.º | Dries Van Gestel  | Total Direct Énergie       | + 0 s           |
| 9.º | Lionel Taminiaux  | Bingoal-Wallonie Bruxelles | + 0 s           |
| 10.º | Edward Planckaert | Sport Vlaanderen-Baloise   | + 0 s           |

| \| Clasificación general \| Clasificación general \| Clasificación general \| Clasificación general \| Clasificación general \| \| Ciclista \| Ciclista \| Equipo \| Tiempo \| \| \| --------------------- \| --------------------- \| -------------------------- \| --------------------- \| --------------------- \| \| 1.º \| Caleb Ewan \| Lotto-Soudal \| 8 h 15 min 03 s \| \| \| 2.º \| Dries De Bondt \| Alpecin-Fenix \| + 2 s \| \| \| 3.º \| Arnaud Démare \| Groupama-FDJ \| + 6 s \| \| \| 4.º \| Jens Reynders \| Hagens Berman Axeon \| + 9 s \| \| \| 5.º \| Daniel McLay \| Arkéa-Samsic \| + 12 s \| \| \| 6.º \| Tom Wirtgen \| Bingoal-Wallonie Bruxelles \| + 14 s \| \| \| 7.º \| Amaury Capiot \| Sport Vlaanderen-Baloise \| + 15 s \| \| \| 8.º \| James Fouché \| Hagens Berman Axeon \| + 15 s \| \| \| 9.º \| Nacer Bouhanni \| Arkéa-Samsic \| + 16 s \| \| \| 10.º \| Arvid de Kleijn \| Riwal Readynez \| + 16 s \| \| |                 |                            |                 |
| |                 |                            |                 |
| Fuente: ProCyclingStats |                 |                            |                 |
| Clasificación general |                 |                            |                 |
| Ciclista | Ciclista        | Equipo                     | Tiempo          |
| 1.º | Caleb Ewan      | Lotto-Soudal               | 8 h 15 min 03 s |
| 2.º | Dries De Bondt  | Alpecin-Fenix              | + 2 s           |
| 3.º | Arnaud Démare   | Groupama-FDJ               | + 6 s           |
| 4.º | Jens Reynders   | Hagens Berman Axeon        | + 9 s           |
| 5.º | Daniel McLay    | Arkéa-Samsic               | + 12 s          |
| 6.º | Tom Wirtgen     | Bingoal-Wallonie Bruxelles | + 14 s          |
| 7.º | Amaury Capiot   | Sport Vlaanderen-Baloise   | + 15 s          |
| 8.º | James Fouché    | Hagens Berman Axeon        | + 15 s          |
| 9.º | Nacer Bouhanni  | Arkéa-Samsic               | + 16 s          |
| 10.º | Arvid de Kleijn | Riwal Readynez             | + 16 s          |

### 3.ª etapa
| Montzen - Visé | etapa escarpada | (192 km) |

| \| Clasificación de la etapa \| Clasificación de la etapa \| Clasificación de la etapa \| Clasificación de la etapa \| Clasificación de la etapa \| \| Ciclista \| Ciclista \| Equipo \| Tiempo \| \| \| ------------------------- \| ------------------------- \| -------------------------- \| ------------------------- \| ------------------------- \| \| 1.º \| Sam Bennett \| Deceuninck-Quick Step \| 4 h 42 min 25 s \| \| \| 2.º \| Arnaud Démare \| Groupama-FDJ \| + 0 s \| \| \| 3.º \| John Degenkolb \| Lotto-Soudal \| + 0 s \| \| \| 4.º \| Matteo Trentin \| CCC Team \| + 0 s \| \| \| 5.º \| Amaury Capiot \| Sport Vlaanderen-Baloise \| + 0 s \| \| \| 6.º \| Andrea Vendrame \| AG2R La Mondiale \| + 0 s \| \| \| 7.º \| Marco Haller \| Bahrain McLaren \| + 0 s \| \| \| 8.º \| Alexander Krieger \| Alpecin-Fenix \| + 0 s \| \| \| 9.º \| Baptiste Planckaert \| Bingoal-Wallonie Bruxelles \| + 0 s \| \| \| 10.º \| Clément Venturini \| AG2R La Mondiale \| + 0 s \| \| |                     |                            |                 |
| |                     |                            |                 |
| Fuente: ProCyclingStats |                     |                            |                 |
| Clasificación de la etapa |                     |                            |                 |
| Ciclista | Ciclista            | Equipo                     | Tiempo          |
| 1.º | Sam Bennett         | Deceuninck-Quick Step      | 4 h 42 min 25 s |
| 2.º | Arnaud Démare       | Groupama-FDJ               | + 0 s           |
| 3.º | John Degenkolb      | Lotto-Soudal               | + 0 s           |
| 4.º | Matteo Trentin      | CCC Team                   | + 0 s           |
| 5.º | Amaury Capiot       | Sport Vlaanderen-Baloise   | + 0 s           |
| 6.º | Andrea Vendrame     | AG2R La Mondiale           | + 0 s           |
| 7.º | Marco Haller        | Bahrain McLaren            | + 0 s           |
| 8.º | Alexander Krieger   | Alpecin-Fenix              | + 0 s           |
| 9.º | Baptiste Planckaert | Bingoal-Wallonie Bruxelles | + 0 s           |
| 10.º | Clément Venturini   | AG2R La Mondiale           | + 0 s           |

| \| Clasificación general \| Clasificación general \| Clasificación general \| Clasificación general \| Clasificación general \| \| Ciclista \| Ciclista \| Equipo \| Tiempo \| \| \| --------------------- \| --------------------- \| ------------------------ \| --------------------- \| --------------------- \| \| 1.º \| Arnaud Démare \| Groupama-FDJ \| 12 h 57 min 28 s \| \| \| 2.º \| Amaury Capiot \| Sport Vlaanderen-Baloise \| + 16 s \| \| \| 3.º \| James Fouché \| Hagens Berman Axeon \| + 16 s \| \| \| 4.º \| Clément Venturini \| AG2R La Mondiale \| + 17 s \| \| \| 5.º \| Oliver Naesen \| AG2R La Mondiale \| + 17 s \| \| \| 6.º \| Greg Van Avermaet \| CCC Team \| + 17 s \| \| \| 7.º \| Jenthe Biermans \| Israel Start-Up Nation \| + 17 s \| \| \| 8.º \| Lawrence Naesen \| AG2R La Mondiale \| + 17 s \| \| \| 9.º \| Loïc Vliegen \| Circus-Wanty Gobert \| + 17 s \| \| \| 10.º \| Nick van der Lijke \| Riwal Readynez \| + 17 s \| \| |                    |                          |                  |
| |                    |                          |                  |
| Fuente: ProCyclingStats |                    |                          |                  |
| Clasificación general |                    |                          |                  |
| Ciclista | Ciclista           | Equipo                   | Tiempo           |
| 1.º | Arnaud Démare      | Groupama-FDJ             | 12 h 57 min 28 s |
| 2.º | Amaury Capiot      | Sport Vlaanderen-Baloise | + 16 s           |
| 3.º | James Fouché       | Hagens Berman Axeon      | + 16 s           |
| 4.º | Clément Venturini  | AG2R La Mondiale         | + 17 s           |
| 5.º | Oliver Naesen      | AG2R La Mondiale         | + 17 s           |
| 6.º | Greg Van Avermaet  | CCC Team                 | + 17 s           |
| 7.º | Jenthe Biermans    | Israel Start-Up Nation   | + 17 s           |
| 8.º | Lawrence Naesen    | AG2R La Mondiale         | + 17 s           |
| 9.º | Loïc Vliegen       | Circus-Wanty Gobert      | + 17 s           |
| 10.º | Nick van der Lijke | Riwal Readynez           | + 17 s           |

### 4.ª etapa
| Blegny - Érezée | etapa escarpada | (199,4 km) |

| \| Clasificación de la etapa \| Clasificación de la etapa \| Clasificación de la etapa \| Clasificación de la etapa \| Clasificación de la etapa \| \| Ciclista \| Ciclista \| Equipo \| Tiempo \| \| \| ------------------------- \| ------------------------- \| -------------------------------- \| ------------------------- \| ------------------------- \| \| 1.º \| Arnaud Démare \| Groupama-FDJ \| 4 h 51 min 33 s \| \| \| 2.º \| Philippe Gilbert \| Lotto-Soudal \| + 0 s \| \| \| 3.º \| Greg Van Avermaet \| CCC Team \| + 0 s \| \| \| 4.º \| Clément Venturini \| AG2R La Mondiale \| + 0 s \| \| \| 5.º \| Jasper De Buyst \| Lotto-Soudal \| + 0 s \| \| \| 6.º \| Amaury Capiot \| Sport Vlaanderen-Baloise \| + 0 s \| \| \| 7.º \| Florian Sénéchal \| Deceuninck-Quick Step \| + 0 s \| \| \| 8.º \| Andrea Vendrame \| AG2R La Mondiale \| + 0 s \| \| \| 9.º \| Romain Hardy \| Arkéa-Samsic \| + 0 s \| \| \| 10.º \| Bryan Coquard \| B&B Hotels-Vital Concept p/b KTM \| + 0 s \| \| |                   |                                  |                 |
| |                   |                                  |                 |
| Fuente: ProCyclingStats |                   |                                  |                 |
| Clasificación de la etapa |                   |                                  |                 |
| Ciclista | Ciclista          | Equipo                           | Tiempo          |
| 1.º | Arnaud Démare     | Groupama-FDJ                     | 4 h 51 min 33 s |
| 2.º | Philippe Gilbert  | Lotto-Soudal                     | + 0 s           |
| 3.º | Greg Van Avermaet | CCC Team                         | + 0 s           |
| 4.º | Clément Venturini | AG2R La Mondiale                 | + 0 s           |
| 5.º | Jasper De Buyst   | Lotto-Soudal                     | + 0 s           |
| 6.º | Amaury Capiot     | Sport Vlaanderen-Baloise         | + 0 s           |
| 7.º | Florian Sénéchal  | Deceuninck-Quick Step            | + 0 s           |
| 8.º | Andrea Vendrame   | AG2R La Mondiale                 | + 0 s           |
| 9.º | Romain Hardy      | Arkéa-Samsic                     | + 0 s           |
| 10.º | Bryan Coquard     | B&B Hotels-Vital Concept p/b KTM | + 0 s           |

## Clasificaciones finales
- Las clasificaciones finalizaron de la siguiente forma:[4]

### Clasificación general
| \| Clasificación general \| Clasificación general \| Clasificación general \| Clasificación general \| Clasificación general \| \| Ciclista \| Ciclista \| Equipo \| Tiempo \| \| \| --------------------- \| --------------------- \| ------------------------ \| --------------------- \| --------------------- \| \| 1.º \| Arnaud Démare \| Groupama-FDJ \| 17 h 48 min 51 s \| \| \| 2.º \| Greg Van Avermaet \| CCC Team \| + 20 s \| \| \| 3.º \| Amaury Capiot \| Sport Vlaanderen-Baloise \| + 25 s \| \| \| 4.º \| Florian Sénéchal \| Deceuninck-Quick Step \| + 26 s \| \| \| 5.º \| Clément Venturini \| AG2R La Mondiale \| + 27 s \| \| \| 6.º \| Andrea Vendrame \| AG2R La Mondiale \| + 27 s \| \| \| 7.º \| Jasper De Buyst \| Lotto-Soudal \| + 27 s \| \| \| 8.º \| Jhonatan Narváez \| Team Ineos \| + 30 s \| \| \| 9.º \| Romain Hardy \| Arkéa-Samsic \| + 31 s \| \| \| 10.º \| Oliver Naesen \| AG2R La Mondiale \| + 32 s \| \| |                   |                          |                  |
| |                   |                          |                  |
| Fuente: ProCyclingStats |                   |                          |                  |
| Clasificación general |                   |                          |                  |
| Ciclista | Ciclista          | Equipo                   | Tiempo           |
| 1.º | Arnaud Démare     | Groupama-FDJ             | 17 h 48 min 51 s |
| 2.º | Greg Van Avermaet | CCC Team                 | + 20 s           |
| 3.º | Amaury Capiot     | Sport Vlaanderen-Baloise | + 25 s           |
| 4.º | Florian Sénéchal  | Deceuninck-Quick Step    | + 26 s           |
| 5.º | Clément Venturini | AG2R La Mondiale         | + 27 s           |
| 6.º | Andrea Vendrame   | AG2R La Mondiale         | + 27 s           |
| 7.º | Jasper De Buyst   | Lotto-Soudal             | + 27 s           |
| 8.º | Jhonatan Narváez  | Team Ineos               | + 30 s           |
| 9.º | Romain Hardy      | Arkéa-Samsic             | + 31 s           |
| 10.º | Oliver Naesen     | AG2R La Mondiale         | + 32 s           |

### Clasificación de la montaña
| Clasificación de la montaña | Clasificación de la montaña | Clasificación de la montaña    | Clasificación de la montaña | Clasificación de la montaña |
| Ciclista                    | Ciclista                    | Equipo                         | Puntos                      |                             |
| --------------------------- | --------------------------- | ------------------------------ | --------------------------- | --------------------------- |
| 1.º                         | Michał Gołaś                | Team Ineos                     | 38 pts                      |                             |
| 2.º                         | Tom Paquot                  | Wallonie-Bruxelles Development | 36 pts                      |                             |
| 3.º                         | Carlos Canal                | Burgos-BH                      | 26 pts                      |                             |
| 4.º                         | Scott Thwaites              | Alpecin-Fenix                  | 26 pts                      |                             |
| 5.º                         | Zdeněk Štybar               | Deceuninck-Quick Step          | 24 pts                      |                             |
| 6.º                         | Jhonatan Narváez            | Team Ineos                     | 18 pts                      |                             |
| 7.º                         | Greg Van Avermaet           | CCC Team                       | 16 pts                      |                             |
| 8.º                         | Loïc Vliegen                | Circus-Wanty Gobert            | 14 pts                      |                             |
| 9.º                         | Stan Dewulf                 | Lotto-Soudal                   | 14 pts                      |                             |
| 10.º                        | Andreas Kron                | Riwal Readynez                 | 12 pts                      |                             |

### Clasificación por puntos
| Clasificación por puntos | Clasificación por puntos | Clasificación por puntos | Clasificación por puntos | Clasificación por puntos |
| Ciclista                 | Ciclista                 | Equipo                   | Puntos                   |                          |
| ------------------------ | ------------------------ | ------------------------ | ------------------------ | ------------------------ |
| 1.º                      | Arnaud Démare            | Groupama-FDJ             | 74 pts                   |                          |
| 2.º                      | Caleb Ewan               | Lotto-Soudal             | 45 pts                   |                          |
| 3.º                      | Sam Bennett              | Deceuninck-Quick Step    | 45 pts                   |                          |
| 4.º                      | Greg Van Avermaet        | CCC Team                 | 15 pts                   |                          |
| 5.º                      | John Degenkolb           | Lotto-Soudal             | 15 pts                   |                          |
| 6.º                      | Daniel McLay             | Arkéa-Samsic             | 15 pts                   |                          |
| 7.º                      | Tim Merlier              | Alpecin-Fenix            | 15 pts                   |                          |
| 8.º                      | Amaury Capiot            | Sport Vlaanderen-Baloise | 14 pts                   |                          |
| 9.º                      | Florian Sénéchal         | Deceuninck-Quick Step    | 12 pts                   |                          |
| 10.º                     | Clément Venturini        | AG2R La Mondiale         | 12 pts                   |                          |

### Clasificación de los jóvenes
| Clasificación del mejor joven | Clasificación del mejor joven | Clasificación del mejor joven    | Clasificación del mejor joven | Clasificación del mejor joven |
| Ciclista                      | Ciclista                      | Equipo                           | Tiempo                        |                               |
| ----------------------------- | ----------------------------- | -------------------------------- | ----------------------------- | ----------------------------- |
| 1.º                           | Jhonatan Narváez              | Team Ineos                       | 17 h 49 min 21 s              |                               |
| 2.º                           | Kevin Vermaerke               | Hagens Berman Axeon              | + 2 s                         |                               |
| 4.º                           | Kevin Geniets                 | Groupama-FDJ                     | + 1 min 01 s                  |                               |
| 5.º                           | James Fouché                  | Hagens Berman Axeon              | + 1 min 20 s                  |                               |
| 6.º                           | Aaron Van Poucke              | Sport Vlaanderen-Baloise         | + 1 min 21 s                  |                               |
| 7.º                           | Lars van den Berg             | Équipe continentale Groupama-FDJ | + 1 min 41 s                  |                               |
| 8.º                           | Jarrad Drizners               | Hagens Berman Axeon              | + 3 min 25 s                  |                               |
| 9.º                           | Andreas Kron                  | Riwal Readynez                   | + 3 min 43 s                  |                               |
| 10.º                          | Alex Molenaar                 | Burgos-BH                        | + 4 min 49 s                  |                               |

### Clasificación de las metas volantes
| Clasificación de las metas volantes | Clasificación de las metas volantes | Clasificación de las metas volantes | Clasificación de las metas volantes | Clasificación de las metas volantes |
| Ciclista                            | Ciclista                            | Equipo                              | Puntos                              |                                     |
| ----------------------------------- | ----------------------------------- | ----------------------------------- | ----------------------------------- | ----------------------------------- |
| 1.º                                 | Dries De Bondt                      | Alpecin-Fenix                       | 23 pts                              |                                     |
| 2.º                                 | Jens Reynders                       | Hagens Berman Axeon                 | 11 pts                              |                                     |
| 3.º                                 | Zdeněk Štybar                       | Deceuninck-Quick Step               | 10 pts                              |                                     |
| 4.º                                 | Andreas Goeman                      | Telenet-Baloise Lions               | 10 pts                              |                                     |
| 5.º                                 | Greg Van Avermaet                   | CCC Team                            | 5 pts                               |                                     |
| 6.º                                 | Milan Menten                        | Sport Vlaanderen-Baloise            | 5 pts                               |                                     |
| 7.º                                 | Jannik Steimle                      | Deceuninck-Quick Step               | 5 pts                               |                                     |
| 8.º                                 | Michał Gołaś                        | Team Ineos                          | 5 pts                               |                                     |
| 9.º                                 | Jhonatan Narváez                    | Team Ineos                          | 3 pts                               |                                     |
| 10.º                                | Philippe Gilbert                    | Lotto-Soudal                        | 3 pts                               |                                     |

### Clasificación por equipos
| Clasificación por equipos | Clasificación por equipos  | Clasificación por equipos | Clasificación por equipos |
| Equipo                    | Equipo                     | Tiempo                    |                           |
| ------------------------- | -------------------------- | ------------------------- | ------------------------- |
| 1.º                       | AG2R La Mondiale           | 53 h 27 min 59 s          |                           |
| 2.º                       | Bingoal-Wallonie Bruxelles | + 10 s                    |                           |
| 3.º                       | Groupama-FDJ               | + 1 min 49 s              |                           |
| 4.º                       | Sport Vlaanderen-Baloise   | + 1 min 50 s              |                           |
| 5.º                       | Lotto Soudal               | + 2 min 18 s              |                           |
| 6.º                       | Bahrain McLaren            | + 3 min 33 s              |                           |
| 7.º                       | CCC Team                   | + 3 min 56 s              |                           |
| 8.º                       | Deceuninck-Quick Step      | + 4 min 42 s              |                           |
| 9.º                       | Hagens Berman Axeon        | + 4 min 52 s              |                           |
| 10.º                      | Riwal Readynez             | + 6 min 12 s              |                           |

## Evolución de las clasificaciones
| Etapa                   | Vencedor                | Clasificación general | Clasificación de la montaña | Clasificación por puntos | Clasificación de las metas volantes | Clasificación de los jóvenes | Clasificación por equipos |
| ----------------------- | ----------------------- | --------------------- | --------------------------- | ------------------------ | ----------------------------------- | ---------------------------- | ------------------------- |
| 1.ª                     | Caleb Ewan              | Caleb Ewan            | Tom Paquot                  | Caleb Ewan               | Dries De Bondt                      | Itamar Einhorn               | AG2R La Mondiale          |
| 2.ª                     | Arnaud Démare           | Caleb Ewan            | Tom Paquot                  | Caleb Ewan               | Dries De Bondt                      | Jens Reynders                | AG2R La Mondiale          |
| 3.ª                     | Sam Bennett             | Arnaud Démare         | Michał Gołaś                | Arnaud Démare            | Dries De Bondt                      | James Fouché                 | Deceuninck-Quick Step     |
| 4.ª                     | Arnaud Démare           | Arnaud Démare         | Michał Gołaś                | Arnaud Démare            | Dries De Bondt                      | Jhonatan Narváez             | AG2R La Mondiale          |
| Clasificaciones finales | Clasificaciones finales | Arnaud Démare         | Michał Gołaś                | Arnaud Démare            | Dries De Bondt                      | Jhonatan Narváez             | AG2R La Mondiale          |

## UCI World Ranking
El Tour de Valonia otorgó puntos para el UCI World Ranking para corredores de los equipos en las categorías UCI WorldTeam, UCI ProTeam y Continentale. Las siguientes tablas son el baremo de puntuación y los 10 corredores que obtuvieron más puntos:
| Posición              | 1.º | 2.º | 3.º | 4.º | 5.º | 6.º | 7.º | 8.º | 9.º | 10.º | 11.º | 12.º | 13.º | 14.º | 15.º | 16.º-30.º | 31.º-40.º |
| Clasificación general | 200 | 150 | 125 | 100 | 85  | 70  | 60  | 50  | 40  | 35   | 30   | 25   | 20   | 15   | 10   | 5         | 3         |
| Por etapa             | 20  | 10  | 5   |     |     |     |     |     |     |      |      |      |      |      |      |           |           |
| Líder                 | 5   |     |     |     |     |     |     |     |     |      |      |      |      |      |      |           |           |

| Clasificación |                   |                          |         |       |       |       |
| Posición      | Ciclista          | Equipo                   | General | Etapa | Líder | Total |
| ------------- | ----------------- | ------------------------ | ------- | ----- | ----- | ----- |
| 1.º           | Arnaud Démare     | Groupama-FDJ             | 200     | 50    | 5     | 255   |
| 2.º           | Greg Van Avermaet | CCC                      | 150     | 5     | -     | 155   |
| 3.º           | Amaury Capiot     | Sport Vlaanderen-Baloise | 125     | -     | -     | 125   |
| 4.º           | Florian Sénéchal  | Deceuninck-Quick Step    | 100     | -     | -     | 100   |
| 5.º           | Clément Venturini | AG2R La Mondiale         | 85      | -     | -     | 85    |
| 6.º           | Andrea Vendrame   | AG2R La Mondiale         | 70      | -     | -     | 70    |
| 7.º           | Jasper De Buyst   | Lotto Soudal             | 60      | -     | -     | 60    |
| 8.º           | Jhonatan Narváez  | INEOS                    | 50      | -     | -     | 50    |
| 9.º           | Romain Hardy      | Arkéa Samsic             | 40      | -     | -     | 40    |
| 10.º          | Caleb Ewan        | Lotto Soudal             | -       | 30    | 10    | 40    |